# باول دورفلينجر
باول دورفلينجر (بالألمانية: Paul Dörflinger)‏ هو لاعب كرة قدم ألماني في مركز الهجوم، ولد في 23 يناير 1955، وتوفي في 4 مايو 1982. لعب مع نادي دويسبورغ ونادي فرايبورغ ونادي هرتا برلين.

## وصلات خارجية
- باول دورفلينجر على موقع قاعدة بيانات كرة القدم.إي يو (الإنجليزية)
- باول دورفلينجر على موقع بيانات كرة القدم. دي إي (الألمانية)
- باول دورفلينجر على موقع عالم كرة القدم.نت (الإنجليزية)